# Operator (Genetik)
Als Operator wird in der Genetik ein Abschnitt auf dem Operon, also ein Abschnitt auf der DNA, in der Nähe oder innerhalb des Promotors bezeichnet, an den ein Regulatorprotein (Repressor oder Aktivator) binden kann und dadurch die Affinität des Promotors zur RNA-Polymerase verringert bzw. erhöht. Damit wird die Transkription der Gene im Operon reguliert. Der Promotor liegt vor dem Operator und dient als Startplatz für die RNA-Polymerase. Bindet ein Repressor an den Operator, wird der Promotor zumindest teilweise verdeckt, so dass die RNA-Polymerase nicht mehr binden kann. Die Transkription ist gehemmt. Operatoren finden sich nur bei Prokaryoten, nicht bei Eukaryoten.